# Wat Buddhapadipa

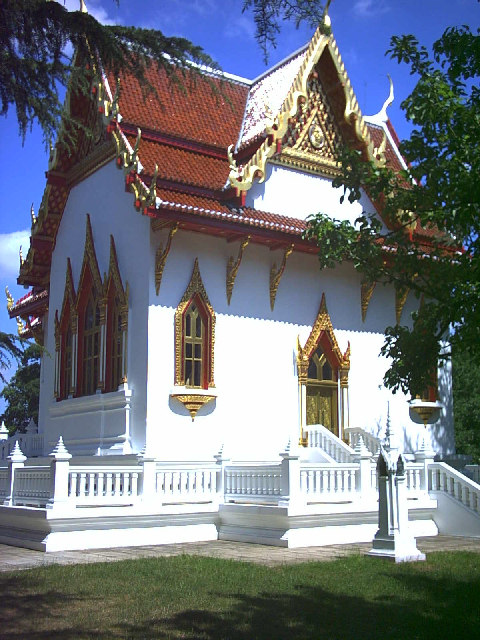

Wat Buddhapadipa is een boeddhistische tempel in Wimbledon (Londen). Het was de eerste Thai-boeddhistische tempel van het Verenigd Koninkrijk en werd in 1982 gebouwd onder toezicht van de Thaise ambassadeur in het Verenigd Koninkrijk. Er wonen bhikkhu's en bhikkhuni's. Het religieus centrum heet Uposotha Hall. Het gebouw heeft aan de buitenkant witte muren. Het dak en de versieringen op de deuren en ramen zijn rood en goudkleurig. 
In de tempelhal zijn schilderingen te zien over het leven van Sakyamuni Boeddha. 
De schrijn van de tempel bevat drie buddharupa's. De achterste is zwart, de middelste is goud en het voor ste beeld is groen. Om de beelden staan kaarsen en andere decoraties.